# Santana Motor
Santana Motor – hiszpański producent samochodów terenowych, z siedzibą w Linares, w prowincji Jaén.

## Historia
Firma Metalurgica Santa Ana założona w 1954 roku produkowała na licencji Land Rovery od stycznia 1959 do 1994 roku. W latach 1988–1994 powstawały one pod marką Santana. W 1981 roku zmieniono nazwę przedsiębiorstwa na Land Rover Santana S.A., zaś w 1991 roku na Santana Motor S.A.
W latach 1982–1992 przedsiębiorstwo było stopniowo przejmowane przez koncern Suzuki. Uruchomiono również produkcję licencyjnych modeli tego koncernu. Od marca 1985 produkowano Suzuki SJ 410, zaś od 1986 – Suzuki SJ 413, który w latach 1989–2003 nosił nazwę Suzuki Samurai. W latach 1989–2005 powstawał model Suzuki Vitara. W 1994 roku koncern Suzuki sprzedał wszystkie posiadane przez siebie akcje (83%) spółki Santana hiszpańskiemu koncernowi IdFA. Dalej jednak sprzedawał w swojej sieci produkowane w tej firmie licencyjne i pochodne samochody. W 1999 roku zadebiutował model Suzuki Jimny Canvas Top Cabrio.
W 2002 roku uruchomiono produkcję modelu Santana PS-10 na bazie starego Land Rovera Defender 110. Jest on również sprzedawany jako Santana Anibal.
Obecnie przedsiębiorstwo produkuje samochody Santana PS-10 (bazujące na pojeździe Land Rover Defender 110), Santana 300/350 (będące produkowaną na licencji kopią samochodu Suzuki Vitara), Suzuki Jimny oraz Iveco Massif i Campagnola.
W 2004 roku firma Santana wyprodukowała 18595 szt. samochodów terenowych.
16 lutego 2011 roku fabryka została zamknięta.

## Modele
- Santana 300
- Santana 350
- Santana Anibal
- Santana PS-10

## Galeria

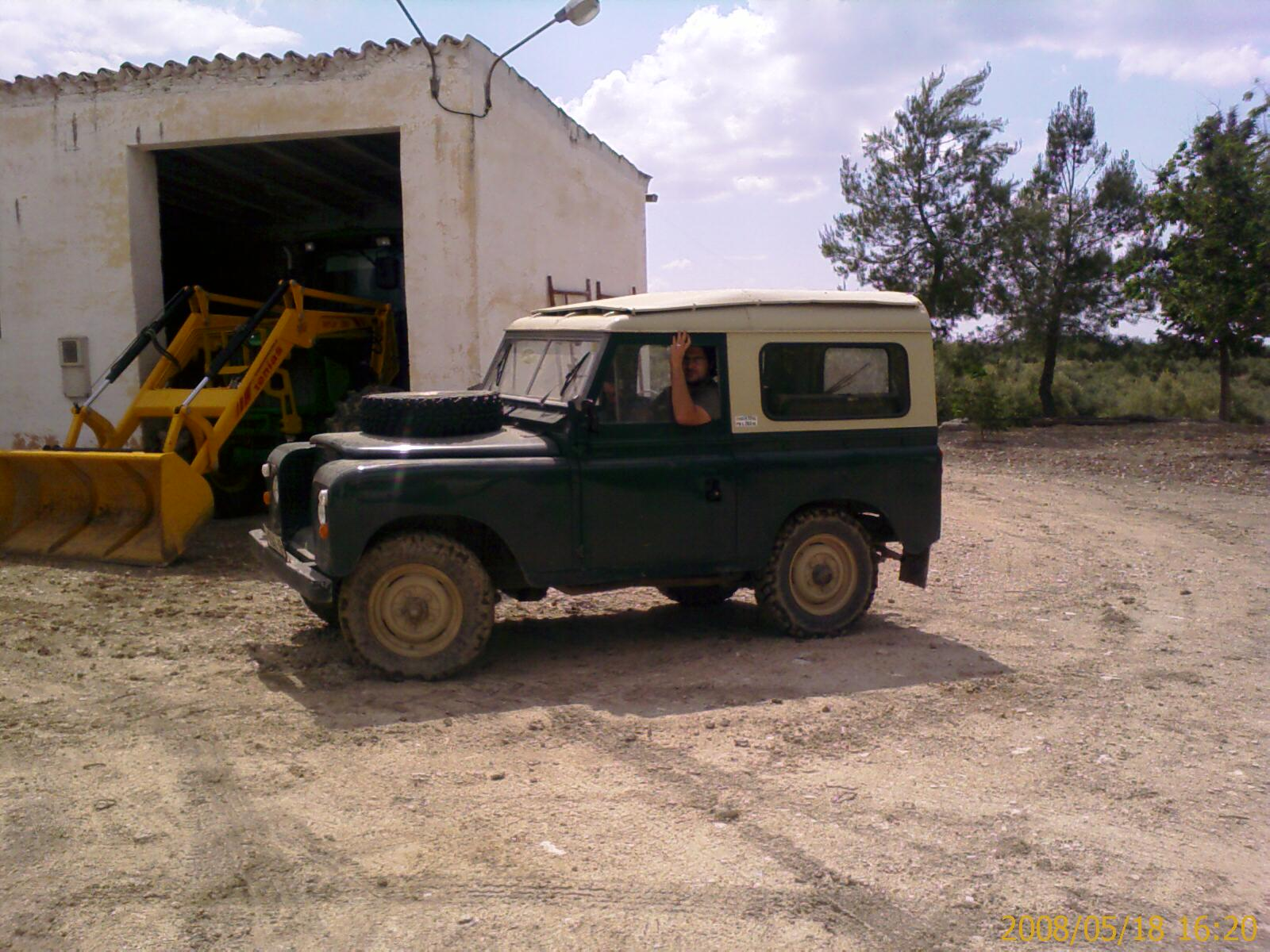
Land Rover Santana 88 z 1972 roku
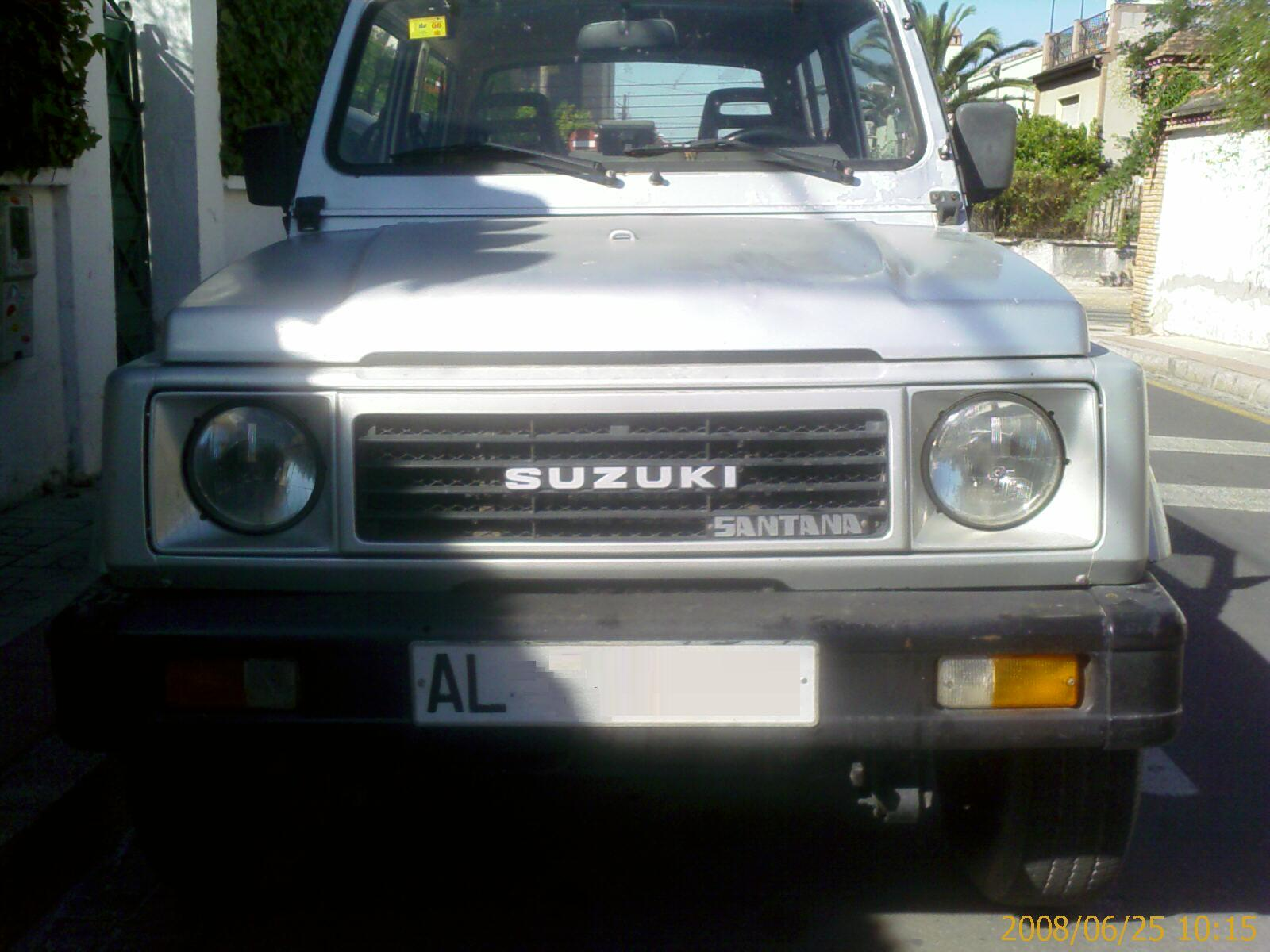
Suzuki SJ 413 Santana
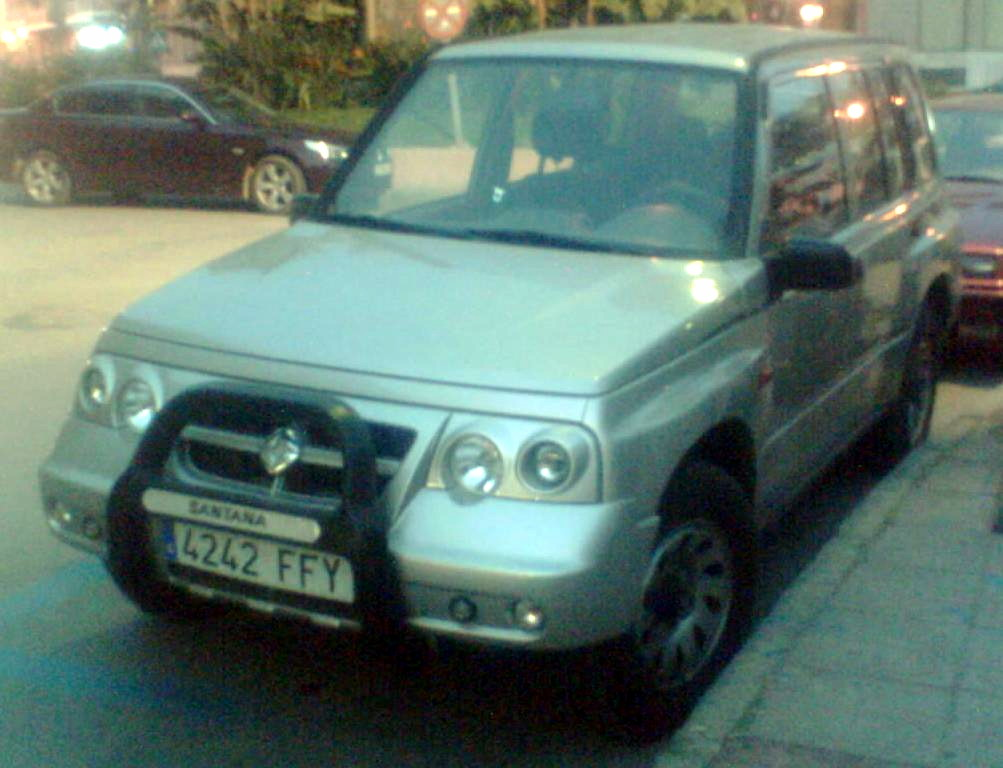
Santana 350
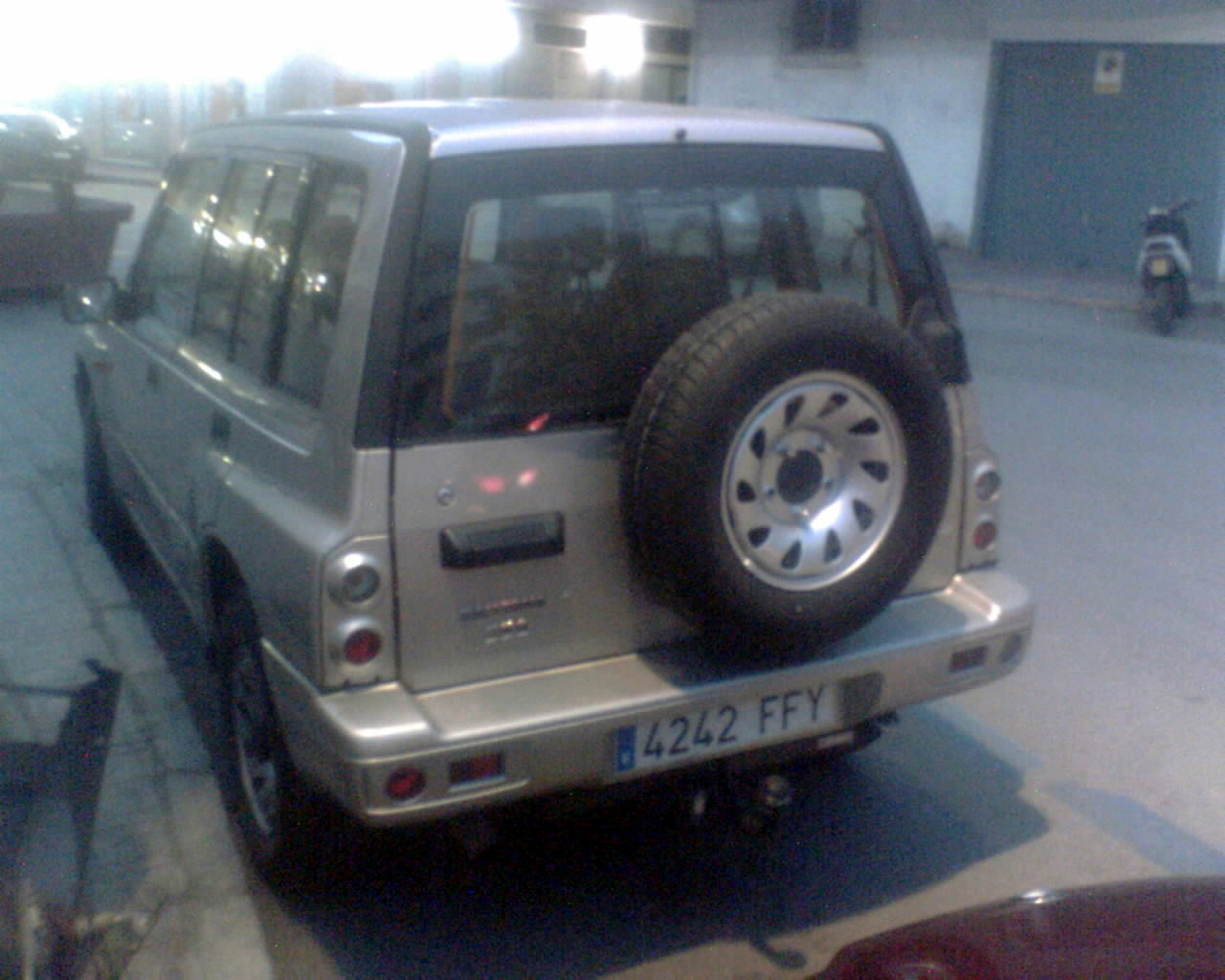
Santana 350 od tyłu
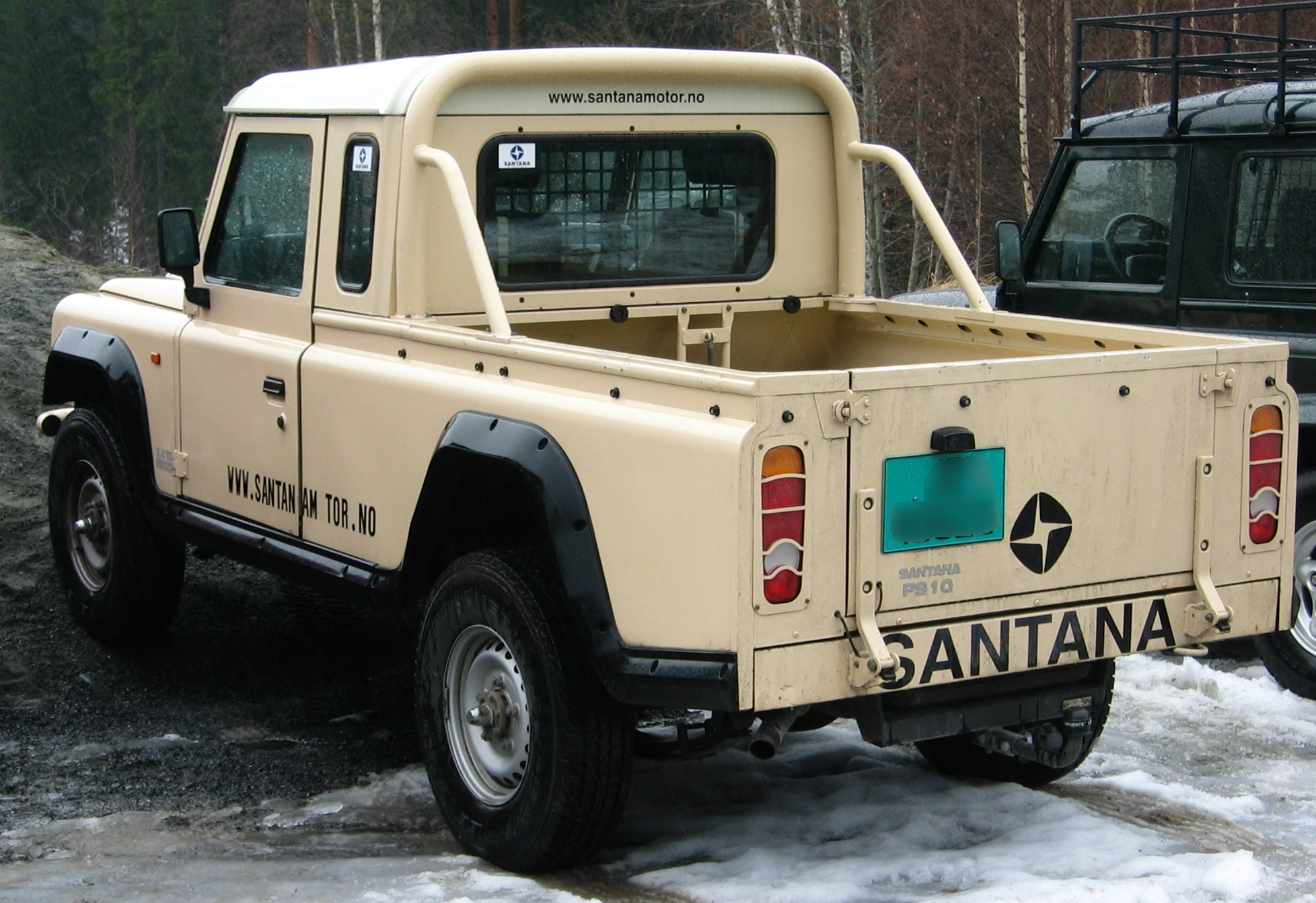
Santana PS-10 pick-up od tyłu
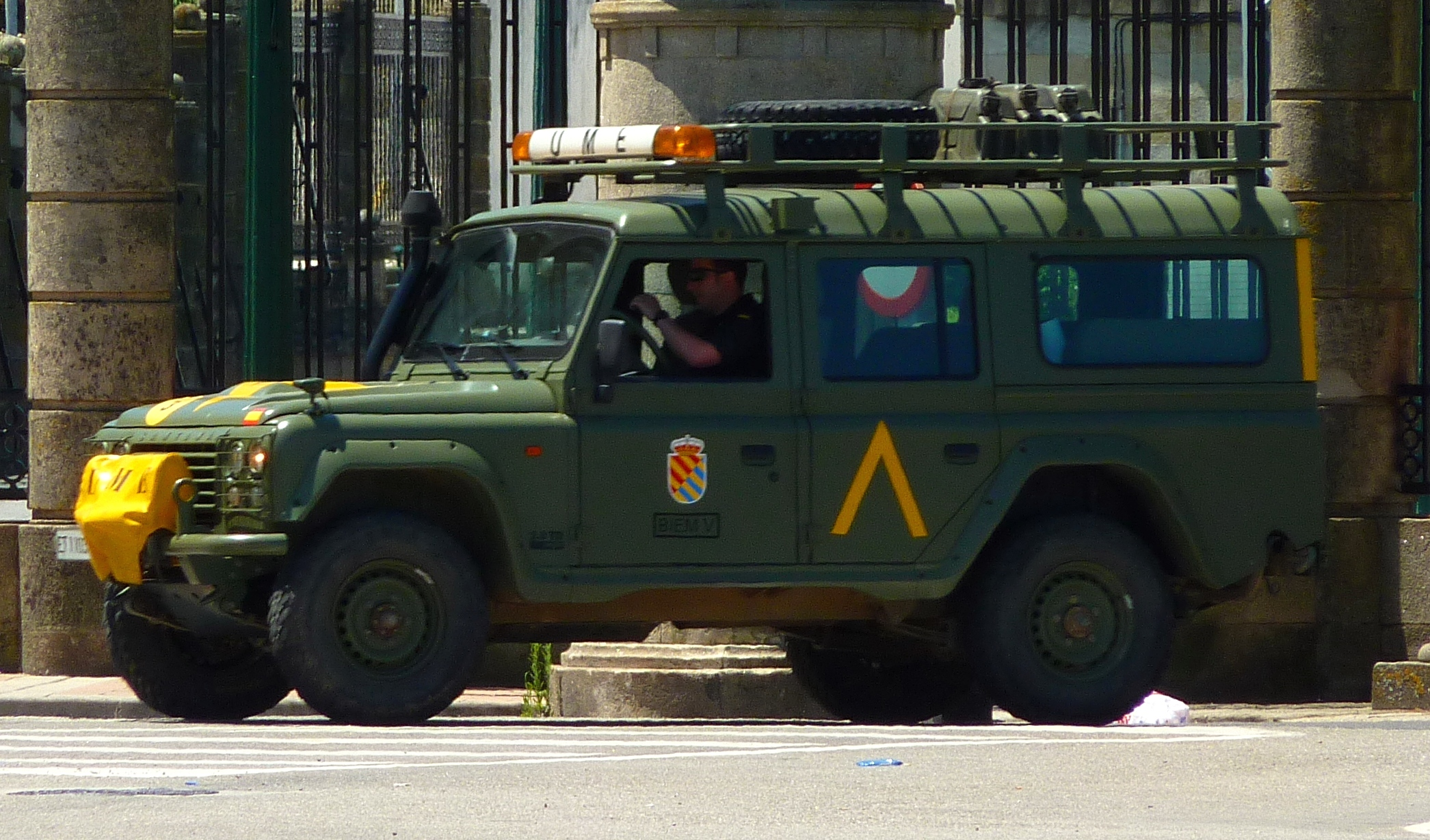
Wojskowa Santana Aníbal
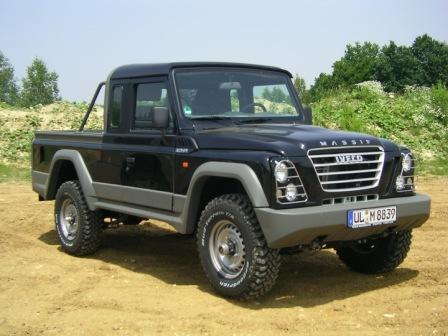
IVECO Massif pickup
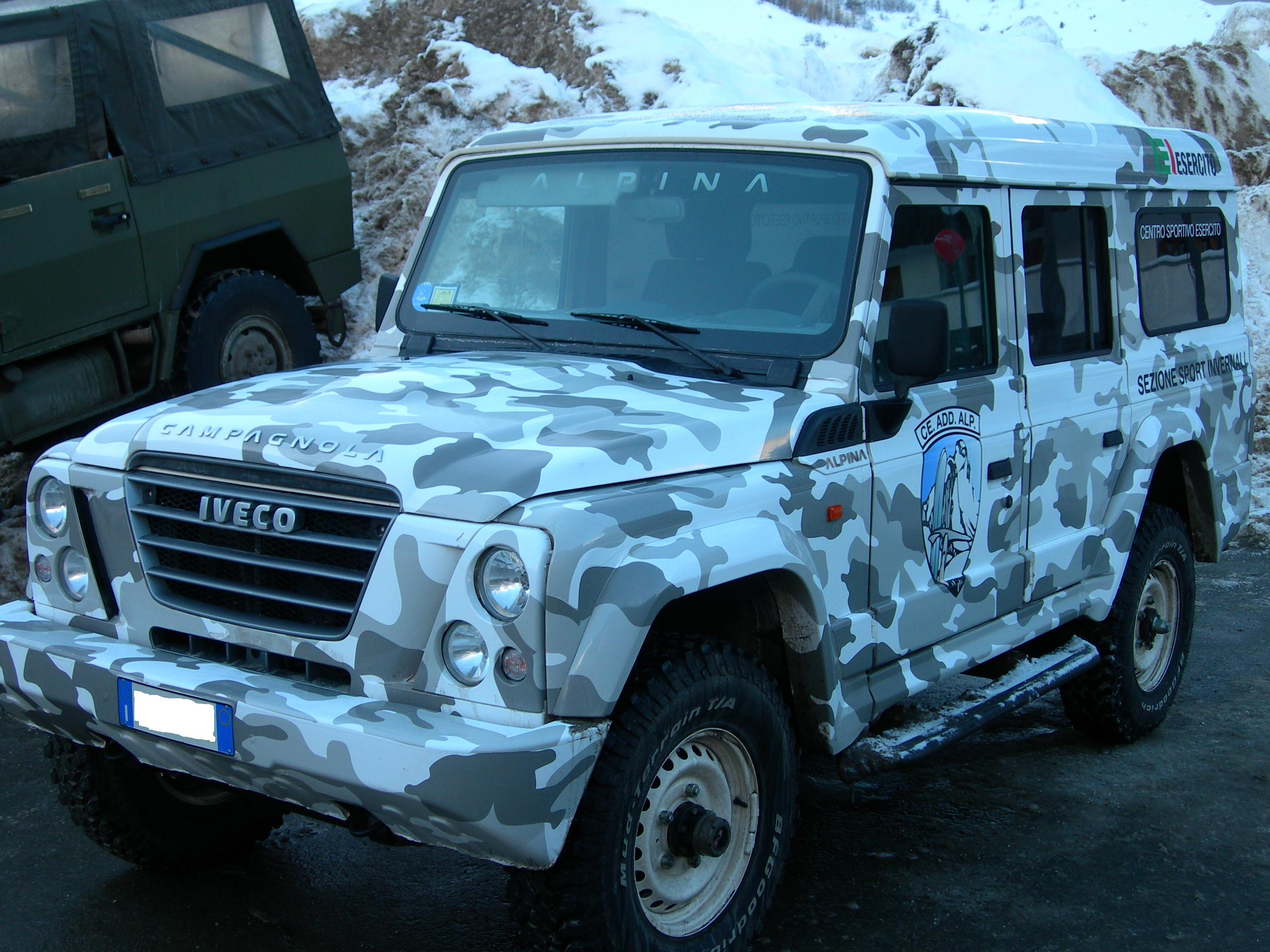
IVECO Campagnola